# Landtagswahlkreis Dortmund V
Der Landtagswahlkreis Dortmund V war ein Landtagswahlkreis der Stadt Dortmund in Nordrhein-Westfalen, der zwischen 1947 und 2000 bestand. Er befand sich bis 1975 im Dortmunder Westen und danach – bis zu seiner Auflösung zur Landtagswahl 2005 – im Dortmunder Südosten und umfasste dort die Stadtbezirke Hörde und Aplerbeck. Die Wahlkreisnummer wechselte in den Jahren: Nr. 110 (1947 – 1962), Nr. 113 (1966 – 1975), Nr. 134 (1980 – 1995) und Nr. 133 (2000).
Zur Landtagswahl 2005 wurde die Anzahl der Direktmandate im Düsseldorfer Landtag von 151 auf 128 Sitze reduziert. Dies führte zur Aufgabe des Wahlkreises Dortmund V. Die Wahlbezirke des Wahlkreises Dortmund V im Stadtbezirk Hörde wurden dem Wahlkreis Dortmund IV, die Wahlbezirke aus dem Stadtbezirk Aplerbeck dem Wahlkreis Dortmund III zugewiesen.

## Wahlergebnisse im Landtagswahlkreis Dortmund V
| Wahljahr | SPD  | CDU  | F.D.P. | Zentrum | KPD/ DKP(1) | NPD/ REP(2) | GRÜNE(3) | Andere |
| 1947     | 37,4 | 27,1 | 5,1    | 6,1     | 24,3        | ---         | ---      | 0,0    |
| 1950     | 45,3 | 27,3 | 11,3   | 3,6     | 9,3         | ---         | ---      | 3,2    |
| 1954     | 49,4 | 30,5 | 8,3    | 1,2     | 6,7         | ---         | ---      | 3,9    |
| 1958     | 56,7 | 36,2 | 4,7    | 0,5     | ---         | ---         | ---      | 1,9    |
| 1962     | 58,8 | 33,4 | 4,0    | 0,5     | ---         | ---         | ---      | 3,3    |
| 1966     | 66,8 | 28,6 | 3,9    | ---     | ---         | ---         | ---      | 0,7    |
| 1970     | 62,8 | 31,5 | 3,2    | ---     | 1,4         | 0,9         | ---      | 0,2    |
| 1975     | 63,3 | 30,9 | 4,6    | 0,1     | 0,5         | 0,3         | ---      | 0,3    |
| 1980     | 59,0 | 32,4 | 5,1    | ---     | 0,4         | ---         | 3,1      | 0,0    |
| 1985     | 61,2 | 27,1 | 5,4    | ---     | ---         | ---         | 5,4      | 0,9    |
| 1990     | 57,5 | 27,8 | 5,6    | ---     | ---         | 2,1         | 6,2      | 0,8    |
| 1995     | 51,1 | 29,4 | 4,0    | ---     | 0,2         | 1,1         | 12,9     | 1,3    |
| 2000     | 48,6 | 29,8 | 9,5    | ---     | ---         | 1,1         | 8,6      | 2,4    |

(1) ab 1970 – DKP; (2) ab 1990 – REP; (3) ab 1995 – BÜNDNIS 90/DIE GRÜNEN

## Direkt gewählte Abgeordnete des Landtagswahlkreises Dortmund V
| Wahljahr | gewählt            | Partei | Anmerkungen                                                                |
| 1947     | Käthe Schaub       | SPD    | Schaub war schon Mitglied in der 1. und 2. Ernennungsperiode des Landtags. |
| 1950     | Käthe Schaub       | SPD    |                                                                            |
| 1954     | Käthe Schaub       | SPD    | ---                                                                        |
| 1958     | Käthe Schaub       | SPD    | ---                                                                        |
| 1962     | Hans Holba         | SPD    | ---                                                                        |
| 1966     | Hans Holba         | SPD    | ---                                                                        |
| 1970     | Gerhard Wendzinski | SPD    | ---                                                                        |
| 1975     | Gerhard Wendzinski | SPD    | ---                                                                        |
| 1980     | Karl Böse          | SPD    | ---                                                                        |
| 1985     | Karl Böse          | SPD    | ---                                                                        |
| 1990     | Karl Böse          | SPD    | ---                                                                        |
| 1995     | Erwin Siekmann     | SPD    | ---                                                                        |
| 2000     | Erwin Siekmann     | SPD    | ---                                                                        |